# Usedlost če. 9 (Mikulášovice)
Usedlost če. 9 v Mikulášovicích, původně čp. 450, pochází z konce 18. století či z poloviny 19. století. K roubenému, částečně zděnému podstávkovému domu přiléhá zděná hospodářská budova. Roku 1993 byl prohlášen kulturní památkou.

## Historie
Venkovská usedlost če. 9 pochází z konce 18. či z poloviny 19. století. V druhé polovině 19. století přibyla břidlicová výzdoba podstávkovému domu a byla postavena hospodářská budova. Usedlost představuje díky zachovalým původním prvkům stavbu lidové architektury typickou pro oblasti Šluknovského výběžku a Horní Lužice. Od 1. dubna 1993 je chráněná jako nemovitá kulturní památka. Na počátku 21. století prošla celkovou rekonstrukcí. Stavba je v soukromém vlastnictví a je využívána k rekreaci.

## Popis
Dům stojí na obdélném půdorysu. Západní část přízemí je zděná, východní roubená, hrázděné patro nese podstávka s plochými segmentovými oblouky. Stavba je obložená svislým dřevěným bedněním pokrytým břidlicí s různými, zejména vějířovitými motivy. Zděná část má hrubou šedou omítku s bílými lizénami a šambránami. Na jižní stěnu navazuje dřevěný přístavek s pultovou střechou. Dům kryje sedlová střecha.
Hospodářská budova je obdélného půdorysu, zděná, zvenčí hrubě omítnutá, doplněná bílými hladkými lizénami. Úzká obdélná okna ohraničuje granodioritové ostění. Střecha je polovalbová.